# Bélgica en los Juegos Olímpicos de Turín 2006
Bélgica estuvo representada en los Juegos Olímpicos de Turín 2006 por un total de 4 deportistas que compitieron en 3 deportes.  
El portador de la bandera en la ceremonia de apertura fue el patinador artístico Kevin van der Perren. El equipo olímpico belga no obtuvo ninguna medalla en estos Juegos.